# Баскаков, Михаил Иванович (генерал-майор)
Михаи́л Ива́нович Баска́ков (1905 год, Москва — 18 октября 1968 года, г. Москва) — деятель ОГПУ—НКВД СССР—МГБ, генерал-майор (1945), Народный Комиссар внутренних дел Карело-Финской ССР (1938—43 гг.), Министр государственной безопасности БССР (1952—53 гг.), Министр внутренних дел БССР (1953—58 гг.). Член ВКП(б) с 1926 года. Депутат Верховного Совета СССР (1946—58 гг.). Один из организаторов сталинских репрессий.

## Биография

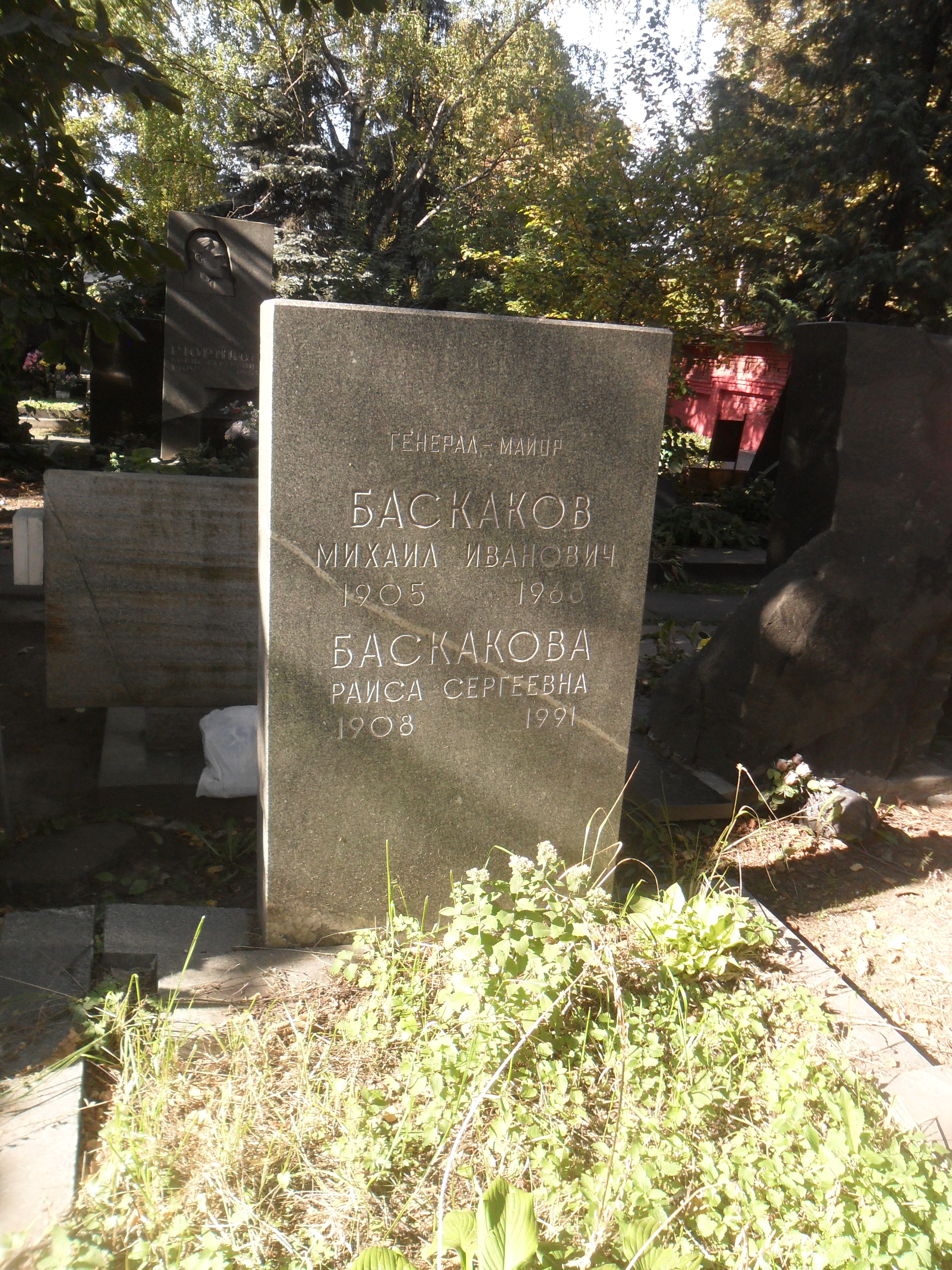
Могила Баскакова на Новодевичьем кладбище Москвы.

Михаил Иванович Баскаков в малолетнем возрасте был подобран в Москве и передан в детский дом, его настоящие имя и фамилия установлены не были. Из детского дома взят на воспитание в семью Баскаковых, в деревню Павловка Гжатского уезда. Приёмный отец — рабочий железной дороги, умер в 1918 году; приёмная мать Е. Баскакова — крестьянка. В 1917 году закончил 4 класса в земской школе в селе Ворское, Гжатского уезда.
С 1918 года работал учеником на Ворском лесопильном заводе, затем кочегаром-машинистом, однако, получив в 1923 году травму руки, вернулся в родную деревню. С 1924 года вернулся к работе на лесопильном заводе, занялся комсомольской работой. В ноябре 1925 года стал председателем Ворского райсовета и секретарём комсомольской организации. В 1926 году вступил в Коммунистическую партию.
В 1926 году Баскаков переезжает в село Ивакино Гжатского уезда и до 1927 года работает в качестве члена правления Ивакинского кредитного сельскохозяйственного товарищества.
В октябре 1927 года призван в РККА, ответственный организатор комсомольского бюро 85 стрелкового полка, учится в полковой школе. Через год, с октября 1928 года становится представителем Московского городского комитета ВЛКСМ в Москредпромсоюзе, а с декабря 1929 года секретарём партячейки Мособлпечатьсоюза.
В мае 1930 года Баскаков поступает в Институт востоковедения имени Н. Н. Нариманова при ЦИК СССР, заканчивает 2 курса по специальности «экономист внешней торговли». В промежуток между 1930 и 1933 годом завербован НКВД, и с марта 1933 года переезжает в Баку, где работает в Секретно-политическом отделе ГПУ при Совете народных комиссаров Азербайджанской ССР.
В дальнейшем работает в органах НКВД — МГБ — МВД:
С августа 1933 года по июль 1938 года работает в Секретно-политического отделе ОГПУ при Совете Народных Комиссаров (ГУГБ НКВД СССР), где начинает оперуполномоченным, а к 1938 году помощник начальника отдела в чине младшего лейтенанта.
28 июля 1938 года получает звание лейтенанта государственной безопасности и получает назначение заместителем народного комиссара внутренних дел Карело-Финской ССР. В феврале 1940 года становится народным комиссаром внутренних дел Карело-финской республики и занимает эту должность до июля 1943 года. Получает звание майора государственной безопасности в 1940 году, звание комиссара государственной безопасности в 1943 году. Руководил репрессиями против этнических финнов, проживающих в Карелии, неоднократно рекомендовал их депортацию в Сибирь.
31 июля 1943 года назначен начальником Управления НКГБ — МГБ по Горьковской области. В 1945 году получает звание генерал-майора.
4 июня 1946 года назначен министром государственной безопасности Узбекской ССР.
3 января 1951 года начальником Управления МГБ по Хабаровскому краю.
В 1951—1952 годах Баскаков, вероятно по рекомендации Ю. В. Андропова, с которым его связывала совместная работа в Карело-Финской ССР, входит в клан Н. С. Патоличева и в результате 6 февраля 1952 года становится министром государственной безопасности Белорусской ССР. В марте 1953 года согласно решению принятому сразу после смерти Сталина Министерство государственной безопасности сливается с Министерством внутренних дел, и после небольшого перерыва, с 16 марта 1953 года Баскаков по настоятельной просьбе Патоличева становится министром внутренних дел Белорусской ССР.
24 февраля 1958 года в рамках общих перестановок в руководящих органах СССР связанных с разоблачениями деятельности НКВД на XX съезде КПСС, которые инициировал Н. С. Хрущёв, а также в связи с аппаратной борьбой и увольнением в 1956 году Н. С. Патоличева с должности первого секретаря ЦК КП Белоруссии, Баскаков освобождён с должности министра и отправлен на малозначительную хозяйственную работу.
С 1958 по 1965 год Баскаков работал в Москве сначала заместителем директора гостиницы «Будапешт», затем заместителем директора Всесоюзного научно-исследовательского института радио и телевидения.
С сентября 1965 работал в Министерстве строительства СССР начальником Главного управления строительства по Западно-Сибирскому экономическому району.

## Награды
- Орден Ленина (1950)
- Орден Красного Знамени (1943)
- Орден Трудового Красного Знамени (1942)
- три Ордена Красной Звезды (1940, 1947, ?)
- Знак «Заслуженный работник НКВД» (1942)
- медали «Партизану Отечественной войны» 1-й степени, «За оборону Советского Заполярья» и другие.